# 2017년 동계 아시안 게임 프리스타일
제8회 동계 아시안 게임 프리스타일 스키 경기는 2017년 2월 24일부터 2월 26일까지 삿포로시의 삿포로 반케이 스키 아레나에서 진행되었다.

## 메달 집계
| 순위 | 국가       | 금메달 | 은메달 | 동메달 | 합계 |
| ---- | ---------- | ------ | ------ | ------ | ---- |
| 1    | 일본       | 3      | 2      | 2      | 7    |
| 2    | 카자흐스탄 | 1      | 1      | 2      | 4    |
| 3    | 대한민국   | 0      | 1      | 0      | 1    |
| 합계 | 합계       | 4      | 4      | 4      | 12   |

## 메달리스트
| 종목                  | 금                               | 은                               | 동                                   |
| --------------------- | -------------------------------- | -------------------------------- | ------------------------------------ |
| 남자 모굴 자세히      | 호리시마 이쿠마 일본 (JPN)       | 최재우 대한민국 (KOR)            | 드미트리 레이헤르트 카자흐스탄 (KAZ) |
| 남자 듀얼 모굴 자세히 | 호리시마 이쿠마 일본 (JPN)       | 하라 다이치 일본 (JPN)           | 드미트리 레이헤르트 카자흐스탄 (KAZ) |
| 여자 모굴 자세히      | 율리야 갈리셰바 카자흐스탄 (KAZ) | 무라타 아리사 일본 (JPN)         | 이토 미키 일본 (JPN)                 |
| 여자 듀얼 모굴 자세히 | 무라타 아리사 일본 (JPN)         | 율리야 갈리셰바 카자흐스탄 (KAZ) | 이토 미키 일본 (JPN)                 |

## 참가국
7개국, 33명의 선수들이 참가하였다. 오스트레일리아는 초청국 자격으로 경기에 참여하기 때문에 입상을 하여도 메달이 주어지지 않는다. 괄호 안은 참가 선수의 숫자이다.
- 대한민국 (5)
- 몽골 (3)
- 오스트레일리아 (4)
- 일본 (8)
- 중화인민공화국 (8)
- 카자흐스탄 (4)
- 태국 (1)